# Balclutha (парусник)
Balclutha — парусное судно, построенное в 1886 году. Также носило названия Star of Alaska и Pacific Queen. Представляет собой трёхмачтовое судно со стальным корпусом и прямыми парусами. В 2019 году являлось последним парусным судном с прямыми парусами в районе залива Сан-Франциско. Является музейным экспонатом с 1954 года. В 1976 году судно внесено в Национальный реестр исторических мест и в 1985 году объявлено национальным историческим памятником США.

## История
Судно построено в 1886 году компанией Чарльза Коннелла в Глазго (Шотландия) для Роберта Макмиллана из Дамбартона. Считается, что название судну выбрано в честь города Балклута в Новой Зеландии, однако оно также может относиться и к первому порту приписки — Глазго, который упоминается как «город на Клайде», или Baile Chluaidh на гэльском. Судно предназначалось для перевозки различных товаров, и за тринадцать лет обогнуло мыс Горн 17 раз.
Среди перевезённых грузов были вино, керосин и уголь из портов Европы и восточного побережья США в различные порты Тихого океана, а в обратную сторону доставлялись удобрения из Чили, шерсть из Австралии и Новой Зеландии, рис из Бирмы, зерно из Сан-Франциско и древесина с северо-запада США.
В 1899 году Balclutha была перерегистрирована на Гавайях и осуществляла перевозки древесины с северо-запада США в Австралию и угля из Австралии в Сан-Франциско.
В 1902 году Balclutha была зарегистрирована в Alaska Packers' Association (APA). 16 мая 1904 года судно врезалось в риф у острова Ситкинак, после чего было продано APA за 500 долларов и переименовано в Star of Alaska. После длительного ремонта судно вошло в промысловый флот, занимавшийся добычей лососевых и в апреле отправилось из района Сан-Франциско на север в бухту Чигник на Аляске с припасами, рыбаками и работниками консервного завода, а в сентябре вернулось с грузом консервированного лосося.
В этом плавании на борту парусника побывало 200 членов экипажа и пассажиров, в то время как ранее им управлял экипаж из 26 человек. В 1911 году корма судна была расширена до главной мачты для размещения итальянских и скандинавских рабочих. На твиндеке были оборудованы места для китайских рабочих. Последнее путешествие за лососем состоялось в 1930 году, после чего Star of Alaska была поставлена на прикол.
В 1933 году новый владелец судна, Фрэнк Киссинджер, переименовал его в Pacific Queen. В 1935 году оно появилось в фильме «Мятеж на Баунти» с участием Кларка Гейбла и Чарльза Лоутона. После этого Pacific Queen использовалась для демонстрации публике, постепенно разрушаясь, затем некоторое время его представляли как пиратский корабль.
В 1954 году Pacific Queen стала собственностью Морского музея Сан-Франциско. Музей отреставрировал судно, вернул ему название Balclutha и пришвартовал у пирса 41 East. В 1985 году судно было объявлено национальным историческим памятником.
В 1976 году судно внесено в Национальный реестр исторических мест.
В 1988 году новым местом стоянки судна стал причал на Хайд-стрит в Национальном морском историческом парке Сан-Франциско. В первую субботу каждого месяца на палубе судна проводится вечер шанти.

## Галерея
- Вид с кормы
- Якорный брашпиль на баке
- 15 января 2012 года
- 15 января 2012 года
- 15 января 2012 года

|  |